# Манучарян, Армен Арамович
Армен Арамович Манучарян (3 февраля 1995, Ереван) — армянский футболист, центральный и правый защитник.

## Биография
Воспитанник клуба «Бананц» (Ереван). С 2012 года привлекался к тренировкам основной команды и включался в состав в качестве запасного, а также играл за «Бананц-2» в первой лиге. Дебютный матч за главную команду своего клуба в чемпионате Армении сыграл 30 ноября 2014 года против «Ширака», отыграв все 90 минут. Всего за полтора сезона в основе «Бананца» провёл 21 матч.
В ходе сезона 2015/16 перешёл в «Пюник», где за четыре с половиной сезона провёл более ста матчей. Серебряный призёр чемпионата Армении 2018/19, финалист Кубка Армении 2016/17. В составе «Пюника» сыграл 10 матчей в Лиге Европы УЕФА.
Летом 2020 года перешёл в российский клуб «Ротор» (Волгоград). Дебютировал в российской премьер-лиге 19 августа 2020 года в матче против «Ахмата», заменив на 72-й минуте Сергея Макарова.
Выступал за юниорскую и молодёжную сборную Армении. В национальной сборной дебютировал 4 июня 2017 года в товарищеском матче против сборной Сент-Киттс-и-Невис. Во второй половине 2010-х годов регулярно вызывался в сборную, но по состоянию на август 2020 года выходил на поле только в двух матчах.